# Lac de la Botte
Pour les articles homonymes, voir Botte.
Le lac de la Botte est un lac de l'île principale des îles Kerguelen, dans les Terres australes et antarctiques françaises (TAAF). Il est situé sur la presqu'île Joffre.